# Калвер (Орегон)
Калвер (енгл. Culver) град је у америчкој савезној држави Орегон.

## Демографија
По попису из 2010. године број становника је 1.357, што је 555 (69,2%) становника више него 2000. године.
| Група             | 2000.       | 2010.       |
| Белци             | 545 (68,0%) | 885 (65,2%) |
| Афроамериканци    | 2 (0,2%)    | 5 (0,4%)    |
| Азијати           | 1 (0,1%)    | 5 (0,4%)    |
| Хиспаноамериканци | 226 (28,2%) | 412 (30,4%) |
| Укупно            | 802         | 1.357       |